# Nigdy wcześniej
Nigdy wcześniej – piąty singel polskiego piosenkarza Oskara Cymsa z jego debiutanckiego albumu studyjnego o tym samym tytule. Singel został wydany 16 listopada 2023.
Kompozycja znalazła się na 13. miejscu listy OLiA, najczęściej odtwarzanych utworów w polskich rozgłośniach radiowych. Nagranie otrzymało w Polsce status złotego singla, przekraczając liczbę 25 tysięcy sprzedanych kopii.

## Geneza utworu i historia wydania
Utwór napisali i skomponowali Oskar Cyms, Patryk Kumór, Frank Bo i Dominic Buczkowski-Wojtaszek, natomiast za produkcję utworu odpowiadał Hotel Torino (w którego w skład weszli Kumór oraz Buczkowski-Wojtaszek). Oskar Cyms o singlu:

»Nigdy wcześniej« to utwór, który przywołuje bardzo dobrze znane wszystkim powiedzenie... Dwa razy do tej samej rzeki się nie wchodzi i każdy z nas je doskonale zna. Jednak bywają sytuacje, w których serce ciągnie nas do przeszłości i osób, które wiele dla nas znaczyły. Pomimo upływu czasu nie mając tych ludzi wokół nas czujemy się nieswojo, odczuwamy niepokój i tęskontę...

Singel ukazał się w formacie digital download 16 listopada 2023 w Polsce za pośrednictwem wytwórni płytowej DB4 Management w dystrybucji Warner Music Poland. Piosenka została umieszczona na debiutanckim albumie studyjnym Cymsa – Nigdy wcześniej.

## „Nigdy wcześniej” w stacjach radiowych
Nagranie było notowane na 13. miejscu w zestawieniu OLiA, najczęściej odtwarzanych utworów w polskich rozgłośniach radiowych.

## Teledysk
Do utworu powstał teledysk w reżyserii Mikołaja Matyjaseka, który udostępniono 17 listopada 2023 za pośrednictwem serwisu YouTube.

## Lista utworów
- Digital download[3]

1. „Nigdy wcześniej” – 2:54

## Notowania

### Pozycje na listach sprzedaży
| Kraj   | Lista (2024)             | Najwyższa pozycja |
| ------ | ------------------------ | ----------------- |
| Polska | OLiS – single w streamie | 98                |

### Pozycje na listach airplay
| Kraj   | Lista (2023–24)                | Najwyższa pozycja |
| ------ | ------------------------------ | ----------------- |
| Polska | OLiS – oficjalna lista airplay | 13                |

## Certyfikaty
| Kraj          | Certyfikat  | Sprzedaż |
| ------------- | ----------- | -------- |
| Polska (ZPAV) | złota płyta | 25 000+  |

## Wyróżnienia
| Rok  | Konkurs    | Kategoria                   | Rezultat  |
| ---- | ---------- | --------------------------- | --------- |
| 2024 | Gorąca 100 | 100 największych hitów 2024 | Nominacja |